# مهرجان لوس أنجلوس السينمائي اللاتيني الدولي
يستضيف مهرجان لوس أنجلوس السينمائي اللاتيني الدولي ( LALIFF ) أفلامًا طويلة وأفلامًا وثائقية وأفلامًا قصيرة من الشتات الإسباني والبرتغالي. أول دورة للمهرجان كانت في 1997 أسستها مارلين ديرمر ذات الأصول البيروية بالشراكة مع إدوارد جيمس أولموس.
حتى عام 2009 كان عمر المهرجان ثلاث عشرة عامًا، وضم أفلامًا مثل عرض لفيلم «عناقات مكسورة» للمخرج الإسباني بيدرو ألمودوبار في قاعة مسرح غراومان الصيني، وقد حاز ألمودوبار على «غابي» المهرجان، أي جائزة الإنجاز. ومن الأفلام الأخرى التي عرضت عام 2009 الفيلم الدومينيكي «ابن الجزار» للمخرج جوش كروك من مدينة سانتياغو دي لوس كاباليروس في جمهورية الدومينيك، كذلك فيلم «متطلع للحياة» عن زعيم عصابة من أصول لاتينية في مدينة لوس أنجلوس، وفيلم «سانتوس» للمخرج نيكولاس لوبيز سالڤادور، وفيلم «امرأة في ورطة» للمخرج سيباستيان غوتيرز من فينزويلا، والفيلم الوثائقي «حياة مجنونة» عن حروب العصابات في دولة السلفادور (حيث قُتل المخرج الفرنسي كريستيان بوفيدا). يعمل المهرجان على توسيع مجال الفرص أمام المخرجين الشباب. الأفلام القصيرة ذات نسبة عالية في المهرجان، مما يمكّن الأعمال ذات الكلفة المنخفضة من المشاركة.
جميع الأفلام المشاركة في مهرجان لوس أنجلوس السينمائي اللاتيني الدولي تُجمع في أرشيف أفلام الأكاديمية.

## روابط خارجية
- الموقع الرسمي
- مهرجان لوس أنجلوس السينمائي اللاتيني الدولي على موقع IMDb (الإنجليزية)